# 數羊晚安系列
數羊晚安系列（日语：羊でおやすみシリーズ）是HONEY BEE發售的人氣聲優CD系列的總稱。預定每月發行1張。

## 陣容

### 1st season
- Vol.1 （2007年4月27日 / HO-0001）
  - 概念：治癒系
  - 數羊：石田彰（穩重大人的治癒角色） & 保志總一朗（可愛系的角色）
- Vol.2 （2007年5月25日 / HO-0002）
  - 概念：自大系
  - 數羊：諏訪部順一（自大系角色） & 大川透（成年男性角色）
- Vol.3 （2007年6月29日 / HO-0003）
  - 概念：哥哥系
  - 數羊：遊佐浩二（平易近人的知識型眼鏡哥哥角色）& 伊藤健太郎（運動員哥哥角色）
- Vol.4 （2007年7月27日 / HO-0004）
  - 概念：同年的男性友人系
  - 數羊：鳥海浩輔（凡事輕鬆看待的男性友人角色）& 鈴木千尋（認真理性的男性友人角色）
- Vol.5 （2007年8月24日 / HO-0005）
  - 概念：少年系
  - 數羊：福山潤（素直少年系角色） & 岸尾大輔（喜歡親近人且超任性角色）
- Vol.6 （2007年9月28日 / HO-0006）
  - 概念：妹系
  - 數羊：田村由香里（老實可愛的妹妹角色） & 斋藤千和（有點不乖的元氣妹妹角色）
- Vol.7 （2007年10月26日 / HO-0007）
  - 概念：管家系
  - 數羊：綠川光（未經世故的新手管家系） & 置鮎龍太郎（談笑風生、遊刃有餘的管家系）
- Vol.8 （2007年11月30日 / HO-010）
  - 概念：傲嬌系
  - 數羊：宮野真守（本質素直但用冷淡態度掩飾害羞） & 谷山紀章（心許之前冷淡、傾心之後溫柔的傲嬌系）
- Vol.9 （2007年11月30日 / HO-014）
  - 概念：姊姊系
  - 數羊：井上喜久子（有點調皮但又溫柔的姊姊型）
- Vol.10 （2007年12月7日 / HO-015）
  - 概念：膽怯系
  - 數羊：鈴村健一（開朗活潑卻優柔寡斷又靠不住的少年系） & 平川大輔（看上去無法依靠但溫柔的哥哥系）
- 番外篇 （2007年12月7日 / HO-013）
  - 概念：～無系～「若本規夫」風
  - 數羊：若本規夫
- 免費發布 全系列摘要盤
  - Vol.1～Vol.10、番外篇的摘錄 / 晚安CM 平川大輔篇

### 2nd season
- Vol.11 （2008年5月30日 / HO-19）
  - 概念：大人的魅力系
  - 數羊：井上和彥（豔麗大人的魅力系）
- Vol.12 （2008年6月27日 / HO-20）
  - 概念：青梅竹馬系
  - 數羊：吉野裕行（天真爛漫愛慕對方的青梅竹馬系） & 神谷浩史（重視對方但態度冷淡的青梅竹馬系）
- Vol.13 （2008年7月25日 / HO-22）
  - 概念：個性派系
  - 數羊：小野大輔（動的個性派系） & 中井和哉（靜的個性派系）
- Vol.14 （2008年8月29日 / HO-23）
  - 概念：傲嬌兄弟系
  - 數羊：高橋廣樹（一人分飾兩角）
- Vol.15 （2008年8月29日 / HO-25）
  - 概念：同級生系
  - 數羊：森田成一（熱血的同級生系） & 杉山紀彰（冷靜的同級生系）
- Vol.16 （2008年9月26日 / HO-33）
  - 概念：傲與嬌系
  - 數羊：中村悠一（粗魯的傲系） & 代永翼（溫柔的嬌系）
- Vol.17 （2008年10月31日 / HO-35）
  - 概念：治癒系少年
  - 數羊：皆川純子（調皮的治癒系少年） & 甲斐田雪（穩重的治癒系少年）
- Vol.18 （2008年11月28日）
  - 概念：上班族系
  - 數羊：濱田賢二（野性上班族系） & 千葉進步（精英上班族系）
- Vol.19 （2008年12月5日）
  - 概念：社長與秘書系
  - 數羊：堀内賢雄（散發成年香味的社長系） & 成田劍（冷靜沉著的秘書系）
- Vol.20 （2009年1月30日）
  - 概念：傲嬌少年系
  - 數羊：朴璐美（冷淡的傲嬌少年系） & 釘宮理惠（撒嬌的傲嬌少年系）
- Vol.21 （2009年2月27日）
  - 概念：穩重少年系
  - 數羊：浪川大輔（虛幻少年系） & 近藤隆（穩重少年系）
- Vol.22 （2009年3月27日）
  - 概念：綿羊牧場的主人田吾作
  - 數羊：森川智之（田吾作）
- 特別篇 （2008年4月25日 / HO-17）
  - 出演：黑田崇矢 & 大塚明夫 &
- 革命篇 （2008年7月25日 / HO-21）
  - 概念：王子系
  - 出演：馬場徹（禮儀正確的王子系） & 大河元氣（任性王子系）

## 外部連結
- （日語）HONEY BEE官方網站 （页面存档备份，存于）